# Solenostoma rosulans
Solenostoma rosulans là một loài Rêu trong họ Jungermanniaceae. Loài này được (Stephani) Váňa & D.G.Long mô tả khoa học đầu tiên năm 2009.